# Reino Eskelinen
Reino Eskelinen (24 de agosto de 1953) es un piloto de motociclismo finlandés, que estuvo compitiendo en el Campeonato del Mundo de Motociclismo desde 1974 hasta 1983. También fue campeón del Campeonato Finlandés de Velocidad de 500 cc de 177.

## Resultados en Grandes Premios
Sistema de puntuación usado desde 1969 hasta 1987. Desde 1969 hasta 1975 se entregaba 1 punto al piloto que lograra la vuelta rápida en carrera.
| Posición | 1  | 2  | 3  | 4 | 5 | 6 | 7 | 8 | 9 | 10 |
| Puntos   | 15 | 12 | 10 | 8 | 6 | 5 | 4 | 3 | 2 | 1  |

(Carreras en negrita indica pole position, carreras en cursiva indica vuelta rápida)
| Año  | Clase | Equipo | 1       | 2      | 3       | 4       | 5     | 6      | 7       | 8       | 9       | 10      | 11     | 12     | 13      | Pts. | Pos. |
| ---- | ----- | ------ | ------- | ------ | ------- | ------- | ----- | ------ | ------- | ------- | ------- | ------- | ------ | ------ | ------- | ---- | ---- |
| 1974 | 250cc | Yamaha |         | GER -  | AUT -   | NAT -   | IOM - | NED -  | BEL -   | SWE DNQ | FIN Ret | CZE -   | YUG -  | ESP -  |         | 0    | -    |
| 1975 | 350cc | Yamaha | FRA -   | ESP -  | AUT -   | GER -   | NAT - | IOM -  | NED -   |         |         | FIN 15  | CZE -  | YUG -  |         | 0    | -    |
| 1976 | 350cc | Yamaha | FRA DNQ | AUT -  | NAC -   | YUG -   | IDM - | NED -  |         |         | FIN -   | CZE -   | ALE -  | ESP -  |         | 0    | -    |
| 1977 | 350cc | Yamaha | VEN -   |        | GER 25  | NAT -   | ESP - | FRA -  | YUG -   | NED -   | BEL -   | SWE 19  | FIN 15 | CZE -  | GBR 15  | 0    | -    |
| 1978 | 250cc | Yamaha | VEN -   | ESP -  |         | FRA -   | NAT - | NED ̈   | BEL 16  | SWE 14  | FIN 17  | GBR 16  | GER 23 | CZE -  | YUG -   | 0    | -    |
| 1978 | 350cc | Yamaha | VEN -   |        | AUT -   | FRA -   | NAT - | NED -  |         | SWE 17  | FIN 14  | GBR 17  | GER 12 | CZE -  | YUG -   | 0    | -    |
| 1979 | 250cc | Yamaha | VEN -   | AUT 21 |         | NAT 14  | ESP - | YUG 16 | NED -   | BEL Ret | SWE -   | FIN Ret | GBR -  | CZE -  | FRA -   | 0    | -    |
| 1980 | 250cc | Yamaha | NAT -   | ESP -  | FRA -   | YUG -   | NED - | BEL 23 | FIN 17  | GBR -   | CZE -   | GER -   |        |        |         | 0    | -    |
| 1980 | 350cc | Yamaha | NAT -   |        | FRA -   |         | NED - |        |         | GBR 25  | CZE 26  | GER 26  |        |        |         | 0    | -    |
| 1981 | 250cc | Yamaha | ARG -   |        | GER -   | NAT -   | FRA - | ESP -  | NED -   | BEL -   | RSM -   | GBR -   | FIN 15 | SWE -  | CZE -   | 0    | -    |
| 1981 | 350cc | Yamaha | ARG -   | AUT -  | GER 26  | NAT 16  |       | YUG 12 | NED Ret |         |         | GBR Ret |        | CZE 7  |         | 4    | 24º  |
| 1982 | 350cc | Yamaha | ARG -   | AUT 13 | FRA Ret |         | NAT - | NED 10 |         |         | GBR 20  |         | FIN 11 | CZE 20 | GER Ret | 1    | 33º  |
| 1983 | 250cc | Rotax  | RSA -   | FRA -  | NAT -   | GER DNQ | ESP - | AUT -  | YUG -   | NED -   | BEL -   | GBR -   | SWE -  | RSM -  |         | 0    | -    |